# Seissan
Seissan é uma comuna francesa na região administrativa da Occitânia, no departamento de Gers. Estende-se por uma área de 18.56 km², e possui 1.087 habitantes, segundo o censo de 2018, com uma densidade de 59 hab/km².